# Johann Friedrich Flatt

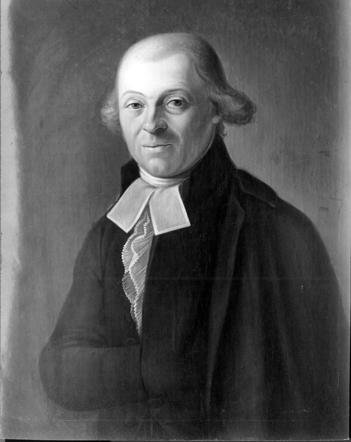
Johann Friedrich Flatt

Johann Friedrich Flatt (* 20. Februar 1759 in Tübingen, Herzogtum Württemberg; † 24. November 1821 in Tübingen, Königreich Württemberg) war ein evangelischer Theologe und Philosoph. Er war Ordinarius an der Eberhard Karls Universität  Tübingen. Sein jüngerer Bruder Carl Christian von Flatt (1772–1843) war ein bekannter Dogmatiker.

## Leben
Johann Friedrich Flatt studierte Philosophie, Mathematik und Theologie in Tübingen. Er studierte nach seiner Bildungsreise an der Georg-August-Universität Göttingen, die zu jener Zeit als ein wissenschaftliches Zentrum  der Mathematik in Europa bekannt war. Dort legte er auch seine Examina ab. 1792 wurde er zum außerordentlichen Professor der Philosophie an die Eberhard Karls Universität Tübingen berufen. 1798 wurde er daselbst ordentlicher Professor der  hohen Theologischen Fakultät.
Johann Friedrich Flatt war ein Schüler von Gottlob Christian Storr und ebenso wie sein Lehrer ein Vertreter der sogenannten Älteren Tübinger Schule und des biblisch begründeten Supranaturalismus. Er wurde bekannt durch seine kritischen Vorlesungen zur Philosophie Immanuel Kants – einerseits als erster Tübinger Professor, der sich in seinen Vorlesungen mit der Kant (einem Begründer des Supranaturalismus) auseinandersetzte – aber vor allem durch seine Gründung und Herausgeberschaft des Magazin für christliche Dogmatik und Moral von 1796 bis 1803. Sein Forschungsschwerpunkt galt der kantischen Philosophie, christlichen Moraltheorie und der neutestamentliche Exegese.
In Vertretung des an den Folgen eines Schlaganfalls leidenden Gottfried Ploucquet hielt Flatt im Sommersemester 1786 die erste Tübinger Vorlesung zur (empirischen) Psychologie. Flatts psychologische Vorlesungen wurden unter anderem von Hegel, Schelling und Hölderlin besucht, und hatten großen Einfluss auf deren Denken. Hegel entwarf seine eigenen psychologischen Vorstellungen 1794 in Bern anhand seiner Vorlesungsmitschriebe aus Tübingen.

## Werke
- Commentatio in qua symbolica ecclesiae nostrae de deitate Christi sententia probatur et vindicatur. Göttingen 1788.
- Observationes quaedam ad comparandam Kantianam disciplinam cum christiana doctrina pertinentes. Tübingen 1792.
- Magazin für christliche Dogmatik und Moral. Tübingen 1796–1803 (fortgesetzt von Friedrich Gottlieb Süskind, dem Vorgänger seines Bruders auf dem Tübinger Lehrstuhl der Dogmatik).
- Vorlesungen über christliche Moral. Hrsg. v. Johann Christian Friedrich Steudel. Tübingen 1823.
- Vorlesungen über die Briefe Pauli. Hrsg. v. Christian Daniel Friedrich Hoffmann und Christian Friedrich Kling. Tübingen 1825–31.
- Philosophische Vorlesungen 1790. Nachschriften von August Friedrich Klüpfel. Hrsg., eingel. und kommentiert von Michael Franz und Ernst-Otto Onnasch. Frommann-Holzboog, Stuttgart/Bad Cannstatt 2018, ISBN 978-3-7728-2542-2